# Trautmann (Film)
Trautmann ist eine deutsch-britische Filmbiografie des deutschen Fußballtorwarts Bert Trautmann unter der Regie von Marcus H. Rosenmüller, produziert von Robert Marciniak und Chris Curling. Die Premiere erfolgte am 1. Oktober 2018 auf dem Zurich Film Festival. Der Film kam am 14. März 2019 in die deutschen Kinos. Der Kinostart in Großbritannien erfolgte am 5. April 2019.

## Handlung
Der deutsche Soldat Bernhard Trautmann wird 1945 nach seiner Gefangennahme in einem britischen Lager inhaftiert. Dort wird er während eines spielerischen Elfmeterschießens im Hof von Jack Friar bemerkt, der die örtliche Fußballmannschaft trainiert. Jack erkennt Berts Qualitäten als Torwart und nimmt den Kriegsgefangenen in sein Team, allerdings gegen erheblichen Widerstand der übrigen Spieler, die zunächst nicht mit einem „Kraut“ im Tor spielen wollen.
„Bert“, wie er in England genannt wird, erweist sich als ausgezeichneter Torwart und – nach einer feindseligen Kennenlernphase – auch persönlich als anständiger Mensch. Schließlich verlieben er und Jacks Tochter Margaret sich und heiraten, und Bert bleibt in England. Jack und Margaret sind jedoch oft damit konfrontiert, dass die meisten Engländer in Bert einen pauschal Mitschuldigen an allen Gräueltaten im Krieg sehen.
Das wird zum nationalen Thema, als Bert zu Manchester City wechselt. In einer Pressekonferenz zu seiner Aufnahme ins Team wird er entgegen den Vorgaben nicht zu fußballerischen Themen, sondern nur zu seiner soldatischen Vergangenheit befragt; da seine Antworten die Journalisten nicht zufriedenstellen, beginnt eine Pressekampagne gegen Bert, die erst endet, als der zunächst auch sehr gegen Bert eingestellte Rabbi Altmann, ein großer Unterstützer von Manchester City, zur Einsicht kommt und öffentlich dazu aufruft, jeden Menschen individuell nach seinen Taten zu beurteilen und nicht nach seiner Herkunft.
Auf seine soldatische Vergangenheit angesprochen, entgegnet Trautmann stets, dass er seine Pflicht tun musste und keine Wahl hatte. In einer kurzen Rückblende ist zu sehen, wie Trautmann in der Ukraine die heimtückische Erschießung eines kleinen Jungen durch einen deutschen Feldwebel verhindert hat, worauf der die Waffe auf Trautmann selbst richtete.
Bei Manchester City wird „Traut the Kraut“ zur Legende, als er 17 Minuten vor Ende des FA-Cup-Finales 1956 bei einem Zusammenstoß einen Genickbruch erleidet, aber dennoch weiterspielt, um die Führung seiner Mannschaft zu halten, obwohl er noch mehrfach vor Schmerzen zu Boden geht. Während er diese Verletzung im Krankenhaus auskuriert, wird John, sein kleiner Sohn mit Margaret, bei einem Autounfall getötet.
Bei einem Besuch an Johns Grab trifft Bert auf Sergeant Smythe, der ihn im Gefangenenlager schikaniert hat. Smythe hat seine Frau und zwei Kinder bei einem deutschen Luftangriff auf Manchester verloren, hat aber vor Bert jetzt Hochachtung. Er gibt ihm einen aus Holz geschnitzten Pinguin wieder, den Bert im Lager verloren hat, und spornt ihn an, weiter Fußball zu spielen.
Zögernd erzählt Bert seiner Frau, wieso Johns Tod ihm so zu schaffen macht: Er hat den Tod des kleinen Jungen in der Ukraine überhaupt nicht verhindert. Eine zweite Version der Rückblende zeigt, wie er tatenlos zusieht, dann jedoch erschüttert dem toten Jungen den geschnitzten Pinguin abnimmt, den er anschließend stets um den Hals getragen hat. Nun habe er den Eindruck, Johns Unfalltod sei die schicksalhafte Bestrafung dafür.
Am Schluss wird in Texteinblendungen unter anderem berichtet, dass Trautmann seine Fußballkarriere 1964 beendete und danach „sein“ Tor im Stadion von Fans abgebaut wurde, da niemand anderer zwischen Trautmanns Pfosten stehen sollte. Außerdem sei er „der erste ausländische Spieler“ gewesen, der als Englands Fußballer des Jahres ausgezeichnet wurde (sieht man vom Iren Johnny Carey ab, der aber 1919 in Dublin, damals noch Vereinigtes Königreich, geboren wurde). Schließlich hätten Bert und Margaret noch zwei weitere Söhne gehabt.

## Hintergrund

### Förderung
Der FilmFernsehFonds Bayern förderte das Kinodrama im Dezember 2012 mit 50.000 Euro für die Projektentwicklung und ab Juli 2015 im Rahmen des Sonderprogramms Internationale Koproduktionen mit 2 Millionen Euro. Weitere Unterstützung kam von der Filmförderungsanstalt, der Beauftragten der Bundesregierung für Kultur und Medien, dem EU-Programm Creative Europe MEDIA, dem bayerischen Staatsministerium für Digitales, dem Northern Ireland Screen Fund und dem Bayerischen Bankenfonds.

### Dreharbeiten
Die Dreharbeiten begannen am 6. Juni 2017 und dauerten bis zum 11. August 2017. Es wurden Amateur-Fußballer in München und Augsburg gesucht, die im Rosenaustadion und im Karl-Mögele-Stadion die Fußballszenen darstellten. Weitere Szenen im Manchester der 1950er Jahre entstanden in einem Hinterhof im Glockenbachviertel in München. Außerdem wurde in Belfast und Nordirland gedreht.

### Veröffentlichung
Ursprünglich sollte der Film am 8. November 2018 in die deutschen Kinos kommen. Neuer Starttermin war dann der 14. März 2019. Die Premiere erfolgte am 1. Oktober 2018 auf dem Zurich Film Festival. Der deutsche Filmverleih liegt bei SquareOne Entertainment. In Großbritannien wird der Film von Parkland Pictures verliehen. Der Film kam in Zusammenarbeit mit der ARD-Degeto zustande.

## Rezeption

### Kritiken
„Marcus H. Rosenmüller […] hat die an sich schon spannende Lebensgeschichte des Ausnahmesportlers zu einem bewegenden Melodram entwickelt, das – spannend und unterhaltsam und mit einem glänzenden David Kross in der Hauptrolle – eindeutig aufs ganz große Publikum zielt.“

„Rosenmüller erzählt von Anfeindungen und Aussöhnung. Sein Schuld-und-Sühne-Drama mag in manchen Momenten etwas zu versöhnlich ausgefallen sein, doch ‚Trautmann‘ ist ein Film, der zu Herzen geht. Und packend inszeniert ist er obendrein. Ein Film, der keine Angst vor großen Gefühlen hat, auch die Fußballszenen überzeugen.“

Kaspar Heinrich bedauert, dass der Film den realen Bernhard Trautmann, eine durchaus zwiespältige Figur, auf die positiven Seiten reduziert und damit den Anspruch auf historische Korrektheit verspielt. So sei der reale Trautmann zu Kriegszeiten ein überzeugter Nazi gewesen. Margaret habe er geheiratet, nachdem er zuvor seine erste Ehefrau mit einem ungeborenen Kind allein gelassen hatte:

„Zu viel Widersprüchlichkeit will ‚Trautmann‘ seinem Helden nicht aufbürden […] So verkleben sich Heldenporträt und Liebesdrama zur Schmonzette, die der historischen Figur kaum gerecht wird. Dabei hätte gerade in deren gebrochener Biografie der Reiz des Stoffes gelegen, in der Metamorphose vom Rassisten zum Kämpfer für Toleranz und die deutsch-britische Verständigung. Doch Rosenmüller verschenkt die Chance auf eine Parabel über die Wandlungsfähigkeit des Menschen zugunsten eines gefälligen Feel-Good-Movie.“

### Auszeichnungen
- Bayerischer Filmpreis 2018: Auszeichnung in der Kategorie Produzentenpreis für Robert Marciniak[13]
- Deutscher Filmpreis 2019: Nominierung in der Kategorie Bestes Kostümbild
- Deutscher Filmpreis 2019: Nominierung in der Kategorie Beste Filmmusik
- Die Deutsche Film- und Medienbewertung FBW in Wiesbaden verlieh dem Film das Prädikat besonders wertvoll.[14]
- Dinard Film Festival 2019: Hitchcock d’Or und Publikumspreis[15]
- 39. San Francisco Jewish Film Festival 2019: Publikumspreis[16]
- 2019 Gold Coast International Film Festival: Audience Award for Best Narrative[17]
- Philadelphia Jewish Film Festival 2019: Audience Award for Best Narrative[18]
- Jewish Film Festival of the Jewish Community Center Sonoma County: Audience Award Best Feature Film[19]